# 重庆大学文理学部
重庆大学文理学部又被称为校本部或A区，即原国立重庆大学所在地，位于重庆市沙坪坝区嘉陵江畔。

## 历史
重庆大学创办时最初的校址位于渝中区菜园坝，1933年迁至现址。1935年5月重庆大学获原中华民国教育部核准升为省立大学，称四川省立重庆大学。1937年重庆市成为民国战时陪都，重大整合教育资源，名师云集，得以快速发展，1942年获准升为国立大学，称国立重庆大学，成为中华民国33所国立大学之一。中华人民共和国成立后，中央教育部敕令大陆所有国立大学一律去掉“国立”二字，恢复建校时的原名重庆大学。1960年10月22日，重庆大学成为全国重点大学。1997年6月18日重庆市正式成为中国大陆第四个直辖市，重大得以再次快速发展，并于1997年12月成为全国211工程院校，2001年9月28日成为全国985工程院校。目前重大的主要管理机构及科研机构均位于校本部A区，也是主要的研究生教育基地，文理学部、工程学部、信息学部的主要院系都设立在A区，另外还有机械传动国家重点实验室、重大-SRI生物化学联合实验室等研究机构设立在此。